# 입자 가속기

선형 가속기의 작동 원리를 보여주는 애니메이션이다.

입자 가속기(粒子 加速器, 영어: particle accelerator)는 물질의 미세 구조를 밝히기 위해 원자핵 또는 기본 입자를 가속, 충돌시키는 장치이다. 같은 원리에 의해 텔레비전에 쓰이던 브라운관과 엑스선관이 작동한다.

## 가속기의 종류 및 원리

### 가속을 시키는 힘에 따른 분류

기본 입자의 표준 모형

입자 물리학에서는 기본 입자들 간의 상호작용을 연구하고자 한다. 그러나 입자들 간의 아주 가까운 거리에서만 일어나는 약한 상호작용(Weak force)과 강한 상호작용(Strong Force)을 관찰하기 위해서는 입자가 큰 운동 에너지를 가지게 하여 입자들이 가까운 거리로 근접하게 할 필요가 있다. 입자 물리학에서 뿐만 아니라 의료 분야에서도 방사선 치료용 가속기가 국내 대부분의 대학 병원에 설치되어 있는 등 활용되고 있으며, 브라운관 텔레비전의 CRT 역시 소형 입자 가속기 중의 하나이다.
입자물리학 연구에서 사용되는 입자 가속기는 원리에 따라 크게 두 종류로 분류 될 수 있다. 첫 째로 선형 가속기는 음극과 양극 사이의 전하를 띤 입자는 전하에 따라 음극 또는 양극을 향해 정전기력을 받게 되고 이 힘에 의해서 가속된다. 원형 가속기의 경우 자기장 속에서 가속기에 걸리는 전압의 부호를 바꾸어 줌으로써 하나의 가속기로 입자를 계속 가속시키는 방법을 택한다.

#### 선형 가속기
선형 가속기(線形 加速器, Linear Accelerator)는 기본적으로 전하를 띤 입자에 전기장을 걸어 줌으로써 입자를 가속시킨다. 입자에 걸린 전기장이 직류에 의한 것인지, 교류에 의한 것인지에 따라 직류 가속기와 고주파 가속기로 분류되는데, 크게 직류 가속기에는 정전기형 가속기와, 다단배 전압정류형 가속기가 있으며, 고주파 가속기로는 전자 가속기와 양성자 가속기 등이 있다.

##### 정전기형 가속기

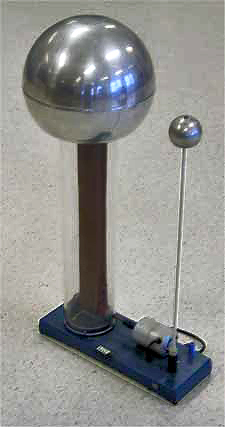
교육용으로 사용되는 소형 반데그라프 발전기

정전기형 가속기는 일정한 전기장을 이용해서 입자를 가속시킨다. 그 대표적인 예시가 탠덤형 반데그라프 가속기(Tandem Van de Graaff Accelerator) 인데, 이 가속기는 반데그라프 발전기를 활용하여 높은 전압차를 얻고 이를 이용해서 입자를 가속시킨다. 반데그라프 발전기는 속이 빈 도체 구와 절연 벨트로 이루어져 있으며, 구동 모터로 인해 절연 벨트가 롤러에 물려 움직이는 동시에 코로나 방전을 활용한 대전 장치를 통해 벨트를 대전시킴으로써 도체 구각 내부로 전하를 이동시킨다. 그 뒤, 전하는 도체 구 내부에서 브러시를 따라 구각으로 전달되고 이가 반복됨으로써 고체 구각에 전하가 쌓이게 된다. 반데그라프 가속기는 반데그라프 발전기와 같은 원리로 튜브 안에서 절연 벨트가 전하를 이동시켜 이온이 지나가는 통로를 둘러싸고 있는 도체 판들을 높은 전압으로 대전시킨다. 가속은 두 차례에 거쳐서 이루어지는데, 앞에서 대전된 도체 판에 의해 발생한 전기장에 의한 정전기력(Electromagnetic Force)에 의해 한 번 가속되고, 터미널(High voltage terminal)안의 탄소 박(Carbon Foil)을 지나면서 전자를 잃어 양으로 대전된 후, 같은 방식으로 대전되어 반대 방향으로 걸려있는 전기장을 지나면서 한 번 더 가속된다.[7][8]

##### 다단배 전압 정류형 가속기
축전기와 다이오드로 이루어진 전압 멀티플라이어(voltage multiplier)를 활용하여 높은 전압을 걸어주고, 입자를 가속시키는 방식이다.

##### 고주파 가속기
직류 전압이 걸려 있는 경우, 입자를 고 에너지로 가속시킬수록 더 큰 전기장을 걸어주어야만 한다. 그러나 공기가 절연할 수 있는 전기장의 크기에는 한계가 있기 때문에 교류 전압을 걸어주는 방식의 대안으로서 고안되었다.

#### 원형 가속기

##### 사이클로트론
1925년 어니스트 로런스는 높은 에너지를 가지고 있는 입자를 만들기 위해 입자를 반복적으로 가속하는 방법에 관심을 가지고 연구하기 시작하였으며, 그 결과 원형으로 입자를 가속하는 장치를 개발하게 되었다.
자기장을 통과하는 전하를 띈 입자는 자기력({\displaystyle F_{B}=q{\vec {v}}\times {\vec {B}}})을 받는다. 때문에 전하를 띈 입자가 지면과 평행하게(xy-평면상에서) 진행하고, 자기장이 지면과 수직으로 걸린다고 할 때, 입자가 진행하는 경로와 수직하게 자기력이 작용하게 되므로 이가 구심력의 역할을 하게 되어 입자의 경로가 휘게 된다. 이 때의 입자가 이동하는 원형 경로의 반지름은 다음과 같다.
{\displaystyle qvB={\frac {mv^{2}}{r}}}
{\displaystyle \Rightarrow r={\frac {mv}{qB}}}
이와 같이 입자가 원형 경로를 따라 움직이면 전극을 여러 회 지나게 되어 입자가 반복적으로 가속할 수 있게 된다. 위의 식에 따르면 입자의 원형 경로의 반지름은 자기장이 일정할 때 속력에 비례하므로, 전극에 의해 속력에 가속 될 때마다 경로의 반지름이 증가하게 되고, 사이클로트론(cyclotron)의 가장자리에 다다르면 입자가 빠져나게 된다. 때문에 입자 가속기의 크기가 크면 클수록 더욱 빠른 속도로 가속 시킬 수 있다. 로렌츠가 고안한 D자 형태의 전극의 경우 입자가 이동하는 방향으로 가속해주기 위해서는 전극의 전하가 입자가 가속되는 주기에 따라 바뀌어야 한다. 그 주기는 아래와 같다.
{\displaystyle f={\frac {v}{2\pi r}}={\dfrac {v}{2\pi {\dfrac {mv}{qB}}}}={\frac {qB}{2\pi \cdot m}}}

##### 싱크로사이클로트론
대형 사이클로트론의 제작이 진행되면서 입자의 속도가 빛의 속도에 가까워짐에 따라 입자의 질량이 증가하는 현상이 발견된다. 이에 따라 사이클로트론 진동수가 감소하게 되는데 이를 보완하기 위해 전극의 방향을 바꾸어주는 주기를 바꾸어준 것이 싱크로사이클로트론(Synchro-cyclotron)이다. 로렌츠 상수를 활용하여 바뀐 사이클로트론 진동수는 다음과 같다.[9]
{\displaystyle f=\gamma f_{0}=f_{0}/{\sqrt {1-\left({\frac {v}{c}}\right)^{2}}}}

##### 싱크로트론

LHC(대형 강입자 충돌기)의 가속 & 충돌 체인

전기장과 자기장의 세기를 조정하여 입자의 속도를 가속시키는 동시에 그 궤적을 유지 시킬 수 있도록 하여 사이클로트론의 크기가 무한정 커지지 않게끔 한다. 최근 만들어진 LHC 역시 싱크로톤의 한 종류이다.

### 가속되는 입자에 따른 분류

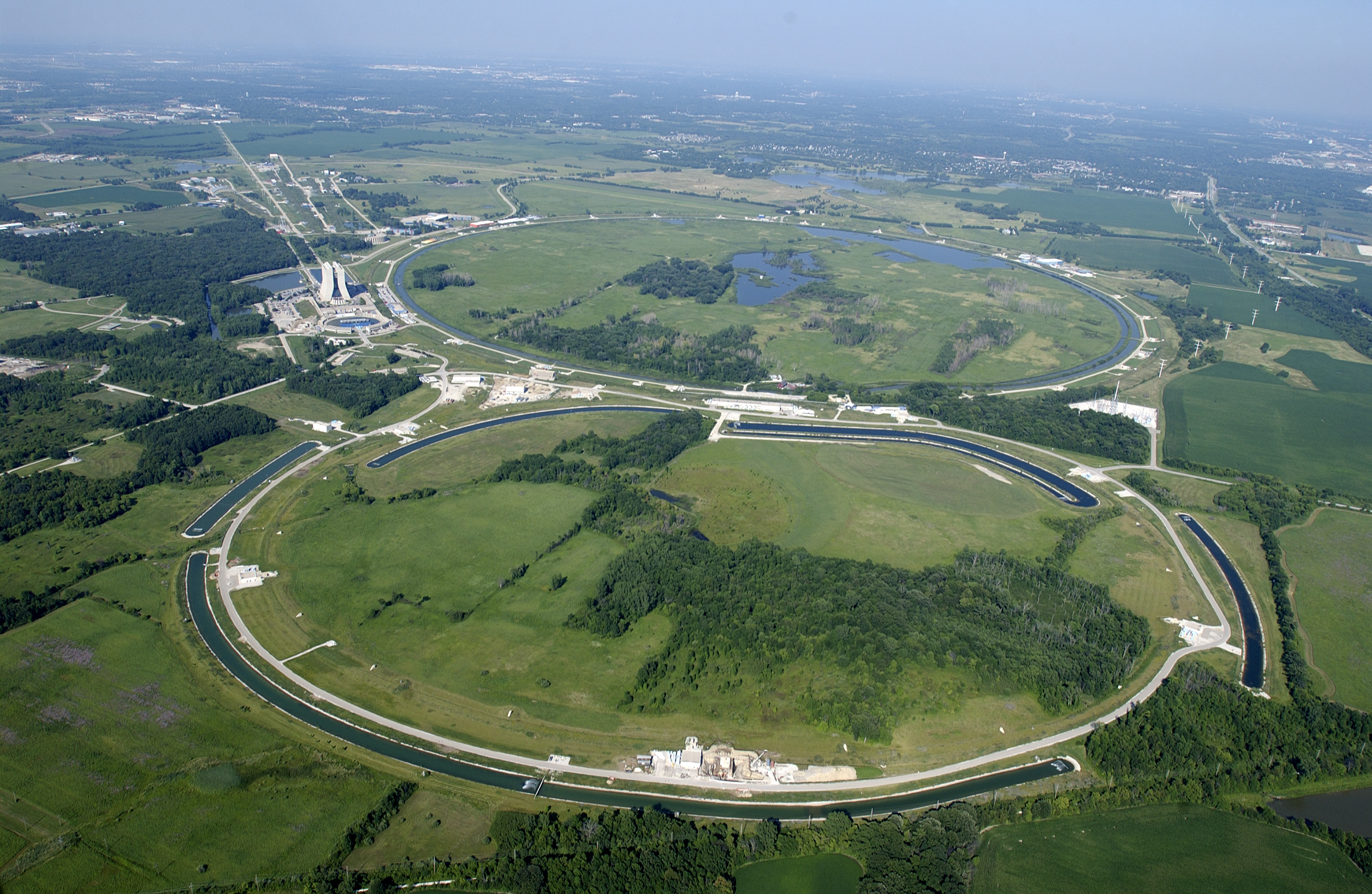
페르미 국립 가속기 연구소의 테바트론(Tevatron)은 대표적인 양성자 가속기이다.

기본적으로 입자 자체를 가속시키는 방법은 선형 가속기 및 원형 가속기의 전자기력을 이용한다. 그러나 가속시키는 입자의 종류에 따라 가속기의 구성이 달라지는데 이가 아래와 같다.

#### 양성자 가속기
양성자 가속기 또는 양이온 가속기는 수소 원자로부터 방전을 통해서 전자와 양성자를 분리한 뒤, 분리된 양성자와 전자에 전기장을 걸어줌으로써 양성자만 분리해낸다. 분리된 양성자는 강한 라디오파에 의해 유도된 전기장에 의해서 가속된다.

#### 중이온 가속기

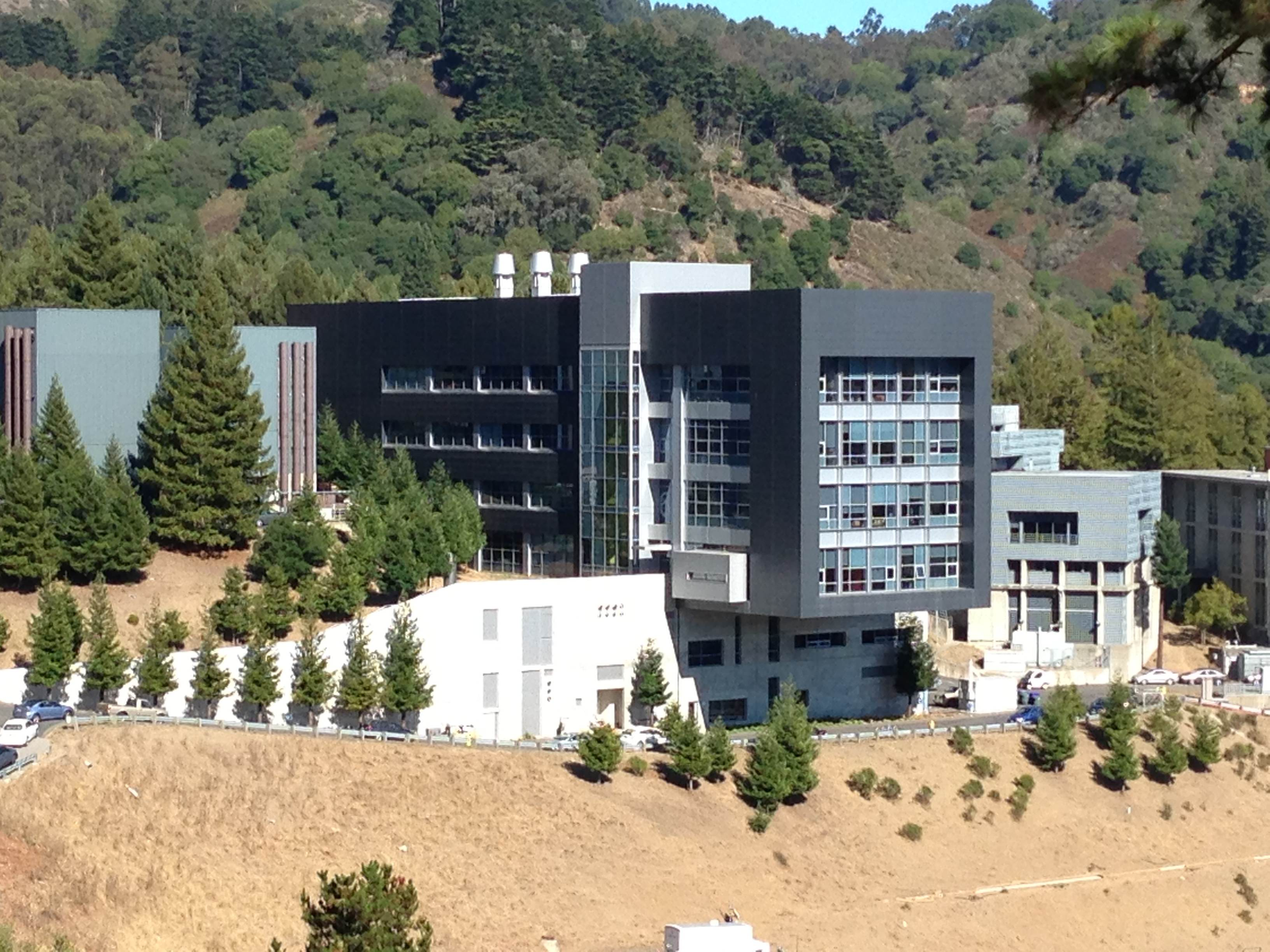
캘리포니아 버클리주에 위치한 로런스 버클리 국립연구소는 SuperHILAC이라는 중이온 가속기가 소속되어 있다.

중이온이란 수소, 헬륨보다 무거운 지구상의 모든 원소의 이온을 의미한다. 중이온 가속기는 원소의 기원 탐구, 새로운 동위원소의 발견, 희귀 동위원소들을 이용한 신 물질 연구, 의학 응용 연구 등을 위해 중이온을 빛의 속도에 가깝게 가속하는 장치이다. 중이온 가속기에서는 주입된 원소를 전자 발생 장치를 통과 시켜 원소를 양성을 띤 중이온으로 변화시킨 뒤, 고 에너지로 가속시킨다. 가속시킨 중이온을 다른 원자핵에 충돌시키면 핵반응을 일으켜 희귀 동위원소로 바뀌어 방출된다. 희귀 동위원소는 안정한 동위원소에 비해 중성자의 수가 너무 많거나 적어 반감기가 수 밀리 초 이하인 매우 불안정한 동위원소로 각종 다양한 분야의 연구에 사용된다. 중이온 가속기의 경우 가속시키고자 하는 입자의 질량이 다른 입자의 비해 크기 때문에 더욱 입자가 띠는 하전을 증가 시켜서 가속시키고자 한다. 그 방법 중의 하나로 버클리의 SuperHILAC(여기서 HILAC은 heavy-ion linear accelerator)은 입자를 한 번 가속시킨 뒤 탄소박을 한 번 더 통과시킴으로써 입자가 전하를 더 잃도록 만들고, 2차적으로 다시 가속시킨다.

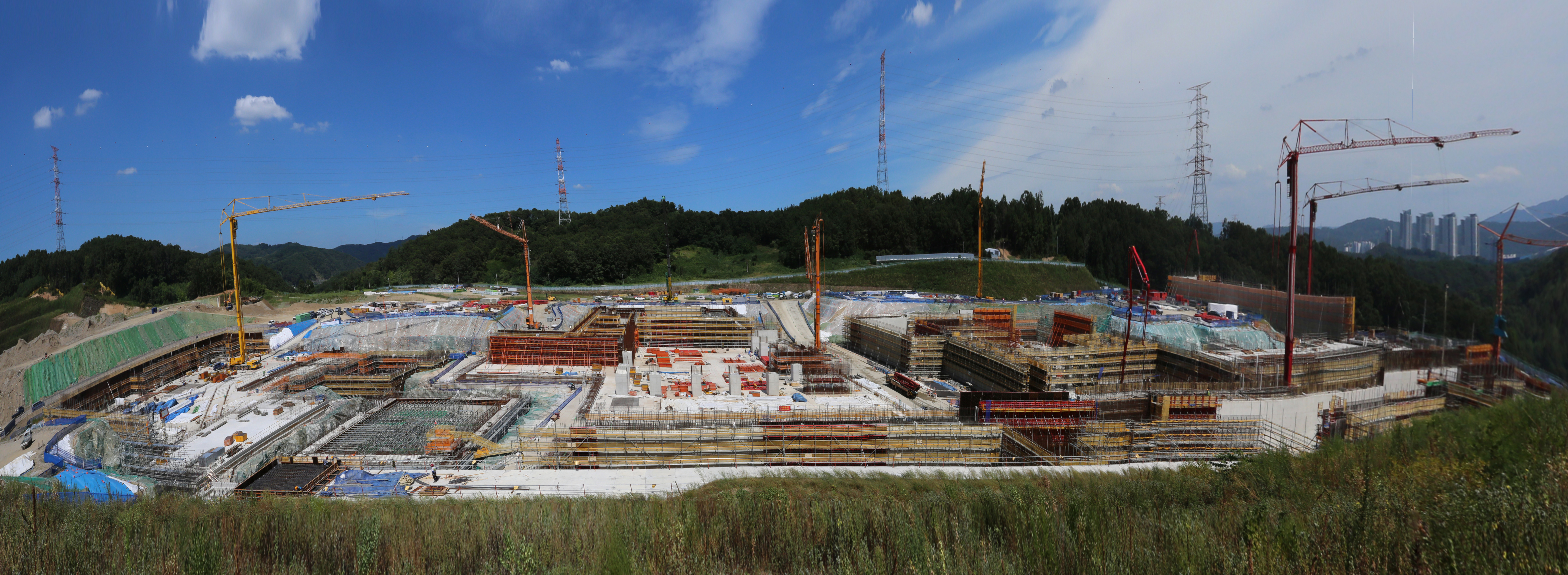
IF와 ISOL 방식을 결합한 방식을 도입한 중이온가속기 '라온'

최근 한국에서 진행하는 중이온가속기구축사업(Rare Isotope Science Project)에서는 기종과는 달리 사이클로트론(원형 가속기)과 선형가속기를 결합한 형태를 상용한다. 뿐만 아니라 순도 높은 희귀동위원소 빔을 제공하기 위해서 IF와 ISOL 두 방식 중의 하나만을 택했던 기존과는 달리 IF 방식으로 중이온 빔을 발생시킨 뒤 감속시키고, ISOL방식으로 재가속하는 신 개념 방식이 도입되었다.

#### 방사광 가속기

포항방사광가속기(PLS-II) 전경. 우측의 파란 건물은 포항나노기술집적센터이다.

빛의 속도에 가깝게 가속시킨 전자가 강력한 자기장을 지나며 휘어질 때 방출되는 빛(방사광)을 얻어내며, 얻어진 방사광은 과학기술연구에 활용된다. 방사광가속기는 전자를 가속시키기 때문에 전자가속기라고도 한다.
전자를 원형 가속기에서 가속하면 싱크로트론 광선이 발생하여 가속 자체에는 어려움이 있지만, 파장이 짧은 높은 에너지의 빛을 얻을 수 있다는 데 착안하여, 가속 보다는 싱크로트론 광선을 얻는 데 주안점을 둔 가속기이다. 방사광가속기란 전자가 자기장 속을 지날 때 휘어지면서 접선방향으로 나오는 빛을 이용하는 장치이다. 예를 들어 포항가속기연구소는 4세대 방사광 가속기를 보유하고 있다. 방사광 가속기의 경우 특히, X-FEL(Free Electron Laser)은 강하고 짧은 X-선 파장의 빛을 만드므로 분자가 결합하고 떨어지는 수 십조분의 일초의 순간을 관측할 수 있다. 또한 나노 크기와 펨토 초의 시간 동안에 일어나는 동적현상을 관찰할 수 있다. 최근 세계의 몇 곳에서 건설되어 운영되고 있는 4세대 방사광가속기의 경우 각각의 전자에서 발생한 빛의 파장이 공간적으로 잘 정렬되어 멀리서도 퍼지지 않으며, 그 세기가 강하게 유지된다. 이것은 단백질과 같은 작은 물질의 구조 해석을 가능하게 한다.
1세대는 입자물리학용 전자가속기의 부산물로 이용된 것이고, 2세대는 방사광 이용을 주목적으로 개선 및 활용된 모형, 그리고 3세대는 방사광의 밝기를 대폭 향상시켜 활용분야를 넓히고 방사광의 성질을 변경 시킨 것, 그리고 4세대의 경우 3세대에 비하여 100억배 이상 밝고 극미세 세계에 대한 연구가 가능한 방사광가속기 시설을 일컫는다. 현재 4세대 가속기는 미국의 LCLS(2009), 일본의 SACLA(2010)이 있으며, 2014년에 완공 예정인 독일의 EU X-FEL과 한국의 PAL-XFEL이 있다. 그리고 청주시 오창읍 후기리 일대에도 방사광가속기 OASIS(오아시스)가 2028년 들어설 예정이다.
방사광가속기의 단점은 여러번의 노출로 시료가 X-선에 손상될 가능성이 있는데, 최근에는 X-선에 손상되기 전에 정확하고 선명한 결과를 얻을 수 있도록 개선되었다. 이것은 친환경 기술(극 미량 환경오염 물질 분석, 에너지 저장기술 개발, 연료전지, 바이오 에너지), 신물질 개발(펨토초 동역학 연구, 초고온 초고압 촉매반응 연구, 극한조건 신물질 개발, 차세대 나노 신물질 개발), 세포 영상획득 기술(세포 내부 구조 이미징, 세포 수준 질병의 원인 규명), 그리고 단백질 구조 분석(단분자 단백질 구조분석, 나노결정 단백질 구조분석, 단백질 기반 신약개발) 등의 연구와 실용적인 목적에 유용하게 사용된다.

## 가속기의 역사
가속기의 역사는 입자의 내부를 보려고 하는 과학자들의 시도에서부터 시작되었다.

### 검출기의 역사
엑스선과 방사선을 발견하는 데 있어서 사진은 검출된 입자를 기록하는 중요한 도구였다. 사진 필름에 닿았을 때 화학 물질을 검게 만드는 특성은 직접 입자를 가지고 사진을 찍지 않더라도 검출기의 결과가 사진의 형태로 기록되었다.
러더퍼드에 의해 개발된 섬광 계수기(황화 아연과 같은 특별한 물질로 되어 있어서 입자나 방사선이 이 물질에 닿으면 섬광이 일어나는데, 이를 보고 입자의 위치와 개수를 세어서 알아냄)는 그의 산란 실험들을 가능하게 했다. 보테는 섬광 계수기를 더 발전 시켜 사람이 눈으로 세지 않고 자동으로 입자를 세는 기구를 만들었다. 이런 도구들은 입자의 존재성과 그 위치를 알려 주어 대략의 궤적을 추적할 수 있게 해 준다.
물리학의 검출기는 기능에 따라 입자의 궤적을 보는 장치와 에너지를 재는 장치로 나눌 수 있으며 각각을 궤적 검출기(tracker)와 에너지 검출기(calorimeter)라고 한다.
궤적 검출기는 전하를 가진 입자가 지나간 흔적을 기록하고 그로부터 입자의 전하, 질량 및 운동량을 측정하는 것이 목적이다. 초기의 톰슨 리스 윌슨의 안개 상자가 더 정밀하게 볼 수 있게 하는 거품 상자로 바뀔 때까지 입자 물리학의 궤적 검출기로 활약했다. 양전자와 뮤온도 모두 안개 상자로 발견되었다. 거품상자는 1952년 도널드 아서 글레이저에 의해 높은 밀도의 액체 매질을 사용하는 이온화된 공기가 거품을 형성하게 하는 원리로 발명되었다. 현대에 들어서는 기체를 채운 금속 튜브 다발을 매질 대신 이용하는 선 검출기가 거품 상자를 대신하게 되었다.
에너지 검출기는 입자가 가진 총 에너지를 측정하기 위한 장치이다. 이는 전자기 상호작용을 이용한 것과 강한 상호작용을 이용한 것으로 나눌 수 있다. 전자 에너지 검출기 (Electromagnetic Calorimeter, E-CAL)는 검출기 매질과의 전자기 상호작용에서 나오는 입자의 에너지를 받아들여 전자, 뮤온, 광자를 검출한다. 하드론 에너지 검출기(Hadronic Calorimeter, H-CAL)는 주로 검출기 매질의 핵과 하드론의 강한 상호작용을 통해 하드론을 검출한다. 이들은 입자가 지나가면서 입자의 진행 방향을 보기 쉽도록 된 작은 셀에 에너지를 쏟아 넣고 가면 궤적 검출기처럼 정확한 궤적을 알 수는 없지만 입자의 대략적인 진행 방향을 확인할 수 있고, 각 셀의 에너지를 모두 합쳐서 전체 에너지를 구한다.
현대의 검출기는 다중 구조로 이루어져 있으며 먼저 입자 빔이 지나가다가 충돌하는 빔 파이프를 정밀한 궤적 검출기가 둘러싸고 있다. 그 다음으로 전자기 에너지 검출기가 그 바깥을, 그리고 다시 하드론 에너지 검출기가 그 바깥을 둘러싸고 있다. 따라서 랩톤과 광자는 전자기 에너지 검출기에, 하드론들은 하드론 에너지 검출기에 각각 포획되고 기록된다. 뮤온은 전자보다 훨씬 무거워 제일 바깥쪽에 뮤온 전용 검출기에 의해 검출된다.

### 사이클로트론에서 싱크로트론까지
약한 상호 작용과 강한 상호 작용은 아주 가까운 거리에서만 일어나므로, 입자들을 아주 가까이 두기 위한 큰 에너지가 요구된다. 따라서 입자를 빠른 속력으로 움직이게 해서 큰 운동에너지를 가지게 하는 기계를 가속기라고 한다.
어니스트 로런스는 1925년 롤프 비데로에의 논문을 접하고 높은 에너지의 입자를 만들기 위해 반복적으로 가속하는 방법에 관심을 가지고 연구, 마침내 원형으로 입자를 가속하는 장치를 발명한다. 처음에 로런스는 “양성자 회전 목마(proton merry-go-round)”라고 장치를 명명했다.
로런스가 최초로 제작한 사이클로트론은 지름이 약 12 센티미터였으며, 1931년 1월 2일 2,000볼트의 전압으로 최초의 사이클로트론을 가동했을 당시, 양성자는 8만 전자볼트까지 가속되었다. 그의 조수인 스탠리 리빙스턴과 데이비드 슬론은 지름이 약 27센티미터인 두 번째 사이클로트론을 만들었고 100만 전자봍트가 넘는 출력을 얻었다.
입자는 가속될수록 회전 반경이 커지므로, 더 높은 에너지를 얻기 위해서 사이클론의 크기도 커졌으며, 세 번째 사이클로트론은 67 센티미터가 넘었고 양성자는 500만 전자볼트까지 가속되었다.
1931년 8월 로런스의 연구를 중심으로 방사선 연구소가 열렸으며 1934년 27인치 사이클로트론은 특허를 받았다. 네 번째로 37인치 사이클로트론이 만들어졌으며 출력은 중수소를 8메가전자볼트까지, 알파 입자를 16메가전자볼트까지 가속할 수 있었다. 그 후 1946년 차터 힐에 현재 어니스트 올랜도 로런스 버클리 국립 연구소가 설립되었다. 지름 184인치 사이클로트론을 만들어졌으며, 이 때 쓰인 자석의 무게만 무려 4,000 톤에 달했고 출력은 100메가 전자볼트를 넘었다.
사이클로트론의 출력이 높아지면서 입자는 빛의 속도에 가깝게 가속이 되었으며 이것은 입자의 질량 증가로 회전 반지름의 변화, 사이클로트론의 주파수가 변하게 되고 더 이상 일정한 주파수로 가속기 전압의 부호를 바꿀 수 없게 되었다. 따라서 입자의 속도가 대략 빛의 속도의 수 퍼센트 이상이 되면 가속기의 주파수를 늘어난 입자의 질량에 맞추어서 바꾸는 싱크사이클로트론이 발전되었다. 가속기의 주파수는 그대로 두고 자기장의 세기를 변화시키는 것을 등시성 사이클로트론이라고 한다.
이후 싱크로트론으로의 발전은 궤도 전체를 자기장 안에 넢을 필요가 없고 훨씬 작은 부피의 전자석과 약한 자기장만으로 입자를 조종할 수 있으며 상대성 이론의 효과와 관계없이 높은 에너지가지 입자를 가속할 수 있게 되었다. 대표적인 예는 LHC이다.
초기 1954년 6.3기가전자볼트 이상의 에너지 양성자 가속기인 베바트론은 로런스 버클리 연구소에서 가동되었으며, 가장 초기의 형태이다. 이로 인해 1955년 반양성자를 발견했다. 1953년 최초의 기가전자볼트 에너지를 내는 양성자 싱크로트론인 코스모트론은 게이온과 벡터 메손 등을 발견하는 데 크게 공헌했으며, 최초로 V자 궤적을 관찰한다. 이는 1969년 해체, AGS가 건설된다.
입자 가속은 소련의 베크슬러와, 버클리 물리학자 맥밀란이 발견한 위상 안정이라는 개념, 스탠리 리븡스턴과 어니스트 쿠랑 및 허트랜드 스나이더의 강한 집속 작용, 캘리포니아 공과대학의 물리학자 매트 샌드의 다단계 폭포식 가속이라는 개념들의 등장으로 비약적인 발전을 했다. 또란 색다른 금속들의 신종 합금이 거대한 전류를 전도하고, 높은 자기장을 만들어 내면서도 초전도를 유지할 수 있게 한 기술의 비약적 발전은 현재의 입자 가속기를 가능하게 하였다.

## 입자가속기의 쓰임
입자가속기는 새로운 입자를 발견하는 것 외에 방사광 가속기, 양성자 가속기 등은 생물학연구 및 의학적 용도로도 많이 쓰인다. 고에너지의 입자의 빔은 기초과학과 응용과학연구, 그리고 기술과 산업 분야에 있어서 매우 유용하다. 전 세계적으로 약 26,000대의 입자가속기가 있다. 그중 1%만이 1GeV 이상의 에너지를 이용하여 연구목적으로 쓰이고 있고, 나머지 44%는 방사선요법, 41%는 이온 주입법, 9%는 산업적 절차나 연구, 그리고 4%는 생물학이나 다른 저에너지 연구에 쓰이고 있다.

### 물리학

입자물리학 표준 모형의 기본 입자

입자가속기는 입자 물리학 연구의 실험적인 증거들에 매우 큰 역할을 한다. 입자물리학의 표준모형에 대한 연구는 20세기 중후반에 발달하였으며, 새로운 실험적 발견에 의해 발달하기도 했으며, 혹은 이론적인 바탕으로 표준모형의 존재성이 보여지기도 했다. 1970년대 쿼크의 존재성에서부터 실험적인 입자의 증명이 확립되었다. 그 이후 1977년 보텀쿼크, 1995년 탑쿼크, 2000년 타우 중성미자의 발견은 표준모형의 신빙성을 제공하는 역할을 했다. 또한 2012년 힉스입자의 발견은 모든 예측된 입자들의 발견을 완성했다. 이 발견들에서 입자가속기의 역할은 매우 크다.
가장 큰 고에너지 입자 가속기, 가령 RHIC, CERN의 대형 강입자 충돌기(LHC), Tevatron은 실험적 입자 물리학에 사용되고 있다.
물질, 공간, 시간의 역학과 구조에 대한 가장 기본적인 질문의 답을 찾아내기 위해 물리학자들은 가장 최대한 높은 에너지에서 가장 간단한 상호작용들을 조사한다. 이러한 것들은 일반적으로 수 GeV와 가장 간단한 입자들 : 렙톤(전자와 양전자), 쿼크, 혹은 광자나 글루온 등의 상호작용들을 수반한다. 고립된 쿼크가 색깔가둠에 의해 실험적으로 쓸모없게 되면서 가장 간단한 실험들은 렙톤끼리, 그리고 렙톤과 핵자들의 상호작용을 포함한다. 쿼크끼리의 상호작용을 연구하기 위해서 과학자들은 핵자들의 충돌에 의지하는데 이는 핵자들이 엄청나게 높은 에너지에서는 그들의 성분인 핵자와 글루온의 상호작용으로 생각될 수 있기 때문이다. 따라서 입자물리학자들은 전자, 양전자, 양성자, 반양성자의 빔을 몇 백 GeV나 그 이상의 에너지로 서로 충돌시키거나 가장 간단한 형태의 핵(수소나 중수소)에 충돌시키는 기계를 많이 이용한다. 핵물리학자와 우주론자들은 핵 그 자체나 빅뱅 당시에 일어났던 것처럼 엄청난 온도와 밀도를 갖는 물질의 구조, 상호작용, 성질을 연구하고 전자를 모두 떼어낸 원자핵을 빔으로 사용하기도 한다. 이러한 연구는 금이나 철과 같이 무거운 원자의 원자핵을 핵자 한 개당 몇 GeV의 에너지로 충돌시킨다. 입자가속기는 양성자를 이용한 의학이나 반응기에서 만들어진 중성자가 많은 동위원소에 상응하는 동위원소 연구를 한다. 하지만 최근에는 반응기에서 만들어 내던 중성자를 수소의 동위원소를 가속시켜서 만드는 법을 알아내었다. 하지만 삼중수소를 만들어내기 위해서는 아직도 반응기가 필요하다. 이러한 예로는 로스앨러모스에 있는 LANSCE가 있다.
하지만 가속기는 새로운 입자를 찾는데만 주목되지 않는다. 입자가속기는 입자들을 충돌시키기 때문에 4차원의 문으로도 생각되고 있다. 실제로 가속기에서는 여러 가지 모양의 블랙홀들이 발견되고 있다.

### 생물학
가속기는 직접적으로 의료 활동에 관여할 뿐만 아니라, 관련 생명과학 연구에서도 활발히 활용되고 있다. 질병 단백질의 구조와 그 기능을 파악하기 위해서 단백질을 순도 높은 상태로 결정화 시킨 뒤, 방사광을 이용하여 결정된 단백질의 회절 무늬를 얻고 이를 컴퓨터로 구조 분석을 해내는 방법이 사용되고 있다. 이 때, 방사광은 가속기로부터 얻어 질 수 있다. 양성자 가속기를 통해 얻어지는 양성자 빔의 경우 생명공학기술 분야에서 환경 친화적인 미생물 유전자원 개발, 채소 및 화훼류의 우량 유전자원과 신품종 개발에 사용되며, 의료 기술에서는 저에너지 양성자 암치료 시스템 개발, 양성자 암치료 기술 연구 및 신약 개발, 의료용 동위원소 개발에 사용된다.

#### 싱크로트론 복사
고에너지 전자를 싱크로트론 복사를 통해 매우 밝고 응축된 빔으로 만들어 원자의 구조, 화학, 농축물질 물리, 생물학, 그 외의 과학 기술 등에 사용하고 있다. ESRF를 이용하여 최근 호박속의 곤충의 정밀한 3차원 이미지를 뽑아내는 것이 그 예다. 이렇게 GeV의 에너지와 고강도의 전자 가속기가 필요하다.

### 의학적 용도

#### 저에너지 장치와 입자요법
X-ray 발전기나 텔레비전의 음극선 튜브에서 입자가속기를 찾아볼 수 있다. 이러한 저에너지 가속기들은 몇 천 볼트의 에너지의 직류전압과 한 쌍의 전극을 사용한다. X-ray 발전기에는 대상 그 자체가 하나의 전극이다. 이온 주입기라고 불리는 저에너지 입자 가속기는 소자회로의 제조에 사용된다.

#### 의료용 중입자 가속기
낮은 에너지에서는 가속된 핵의 빔이 암치료 등의 의학적 목적으로도 쓰인다. 핵반응이 일어날 수 있을 만큼 입자를 가속시킬 수 있는 직류 가속기 형태는 코크크로프트-월튼 발전기, 혹은 교류를 고전압의 직류로 바꾸는 전압 증배기, 혹은 벨트를 통해 운반된 정전기를 사용하는 반 더 그라프 발전기로 사용할 수 있다. 의료용 중입자 가속기는 의료용으로 활용되는 중이온 가속기의 일종이다. 탄소를 빛의 속도에 가깝게 가속하여 정상 세포를 최대한 보호하며 암 세포만을 선별하여 파괴함으로써 치료의 효과를 높이고 치료 횟수 및 기간을 대폭 단축할 수 있어 '꿈의 암 치료기'로 불린다.

## 세계의 가속기

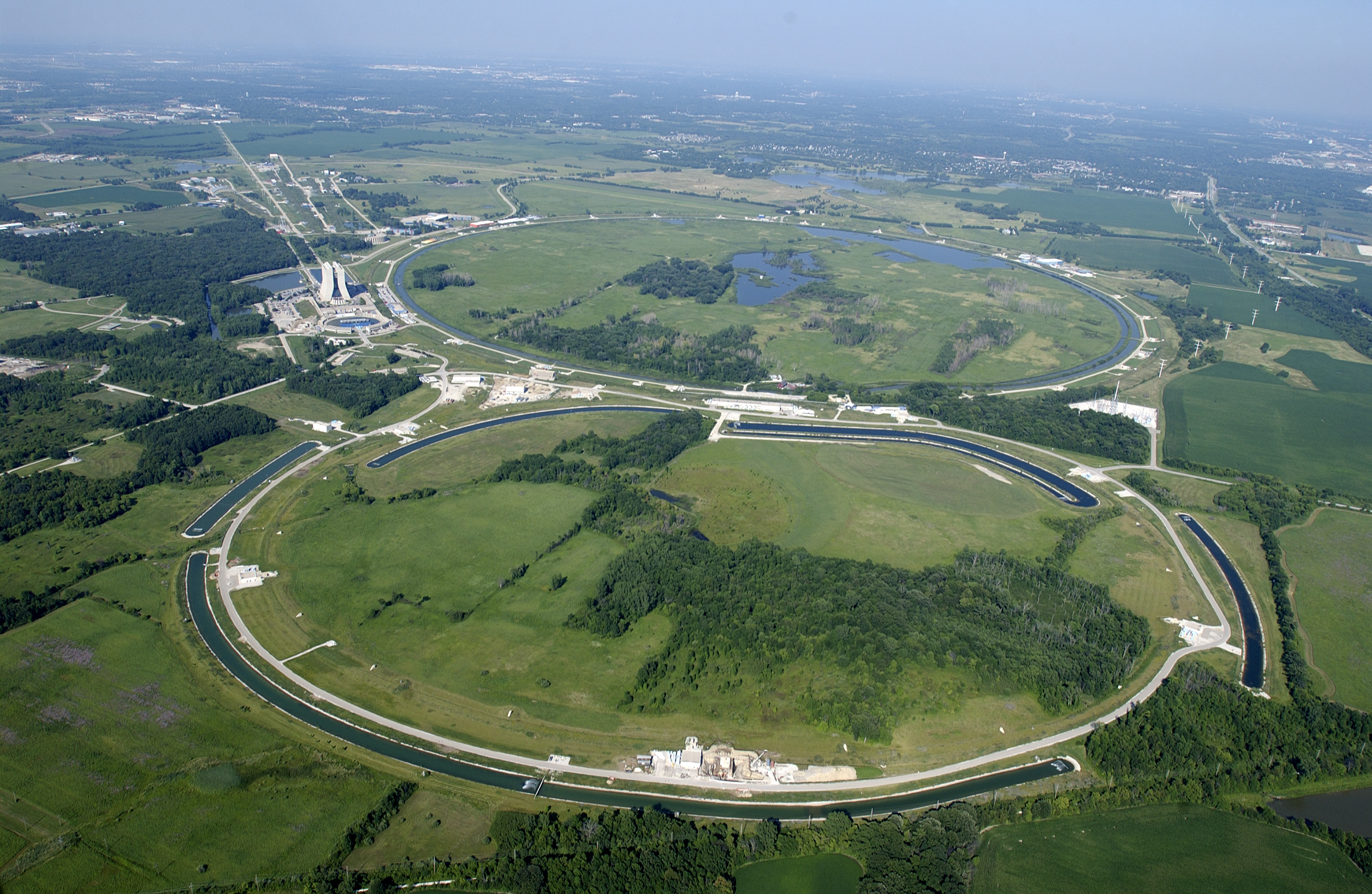
페르미 국립 가속기 연구소의 테바트론(Tevatron)

입자 가속기는 크게 원자핵을 이루는 양성자를 정면 충돌시켜 이 양성자가 쪼개지면서 여기서 나오는 소립자를 관찰하는 양성자 가속기, 헬륨보다 큰 원자를 이온화시켜 가속시키는 중이온 가속기, 원자 구성 입자 중 가장 가벼운 전자를 빛의 속도에 가깝게 가속시켜 이 때 발생하는 자외선이나 X선 등의 빛을 얻어내는 전자 가속기 이렇게 세 종류로 나누어 볼 수 있다.

CERN의 가속기 지구

먼저 대표적인 양성자 가속기로는 미국 바타비아의 FNAL(페르미 국립 가속기 연구소)에 있는 Tevatron, 중국 CAS(중국 과학원)에 있는 CSNS, 미국 ORNL(오크리지 국립 연구소)에 있는 SNS와 일본 이바라키현에 있는 J-PARC(Japan Proton Accelerator Research Complex)의 MLF가 있다. 그 외에 미국 LANL(로스 앨러머스 국립 연구소)에 있는 LAMPF, LANSCE, 영국 RAL(러더퍼드 애플턴 연구소)에 있는 ISIS, 스위스 PSI(파울 쉐러 연구소)에 있는 SINQ 등이 있다. 이들은 대부분 중성자 과학, 입자 물리학 등의 연구를 위해 설립되었다.
또 중이온 가속기에는 스위스 제네바의 CERN(유럽 원자핵 공동 연구소)에 있는 LHC가 가장 대표적이고 같은 시설에 있는 SPS, REX-ISOLDE 미국 뉴욕에 위치한 BNL(부룩 헤이븐 국립 연구소)의 AGS와 RHIC가 있다. 이 중 AGS는 1958년에 지어진 입자가속기로 최초의 AG형 입자가속기이기도 하다. 그 다음 독일 함부르크에 있는 DESY, 러시아 두브나의 JINR(원자핵 공동 연구원)에 있는 Nuclotron, 독일 다름슈타트의 GSI 헬름홀츠 중이온 연구소에 있는 SIS, 일본 오사카에 위치한 RCNP(핵물리학 연구 센터)의 Ring cyclotro, 독일 뒤렌의 FZJ에 있는 COSY, 캐나다 벤쿠버에 위치한 TRIUMF의 ISAC, 스위스 PSI(파울 쉐러 연구소)에 PSI, 일본 미국 MSU(미시건 주립 대학교)에 있는 NSCL, 핀란드 유배스큘래에 있는 JYFL, 프랑스의 GANIL(프랑스 국립 대형 가속기 연구소)에 있는 SPIRAL, 호주의 ANU(오스트레일리아 국립 대학교)에 있는 Pelletron/linac, 벨기에에 있는 CRC, 인도 BARC-TIFR의 Pelletron Accelerator Facility가 있다. 중이온 가속기는 의료와 생명과학의 연구를 위해서도 많이 사용되는데 일본 사이타마현에 위치한 RIKEN(일본 이화학 연구소)의 RIBF, 일본 일본 효고현에 있는 HIBMC 등이 있다. 우리나라에는 2021년 완공 예정인 RAON이 있다.
| 순번 | 시설명(국가명/연구소명)                     | 연구분야                                                     | 가속형태 | 핵심사양                                                                               |
| ---- | ------------------------------------------- | ------------------------------------------------------------ | -------- | -------------------------------------------------------------------------------------- |
| 1    | SPring-8 (일본 RIKEN)                       | - 물질과학 - 생명과학 - 화학, 환경과학 - 의학, 핵물리학      | 원형     | - Energy : 8 GeV - Circum. : 1436 m - Emittance : 2.8 nm.rad - Current : 100 mA        |
| 2    | APS (미국ANL)                               | - Time Resolved Image - 물리학, 화학 - 광학영상, 방사선(OTR) | 원형     | - Energy : 7 GeV - Circum. : 1104 m - Emittance : 3.1 nm.rad - Current : 300 mA        |
| 3    | PETRA-III (독일DESY)                        | - 신재료조사 - 분자생물학 - 의학                             | 원형     | - Energy : 6 GeV - Circum. : 2304 m - Emittance : 1 nm.rad - Current : 100 mA          |
| 4    | ESRF (EU/ESRF)                              | - 재료과학 - 나노과학 - 지구과학 - 물리학, 화학              | 원형     | - Energy : 6 GeV - Circum. : 844.4 m - Emittance : 3.7 nm.rad - Current : 100 mA       |
| 5    | SSRF (중국 SINAP)                           | - 고체물리학 - 구조생물학 - 의학                             | 원형     | - Energy : 3.5 GeV - Circum. : 432 m - Emittance : 4 nm.rad - Current : 200-300 mA     |
| 6    | Diamond-II (영국DLS)                        | - 재료과학 - 나노과학 - 지구과학 - 물리학, 화학              | 원형     | - Energy : 3 GeV - Circum. : 562 m - Emittance : 2.74 nm.rad - Current : 300 mA        |
| 7    | NSLS-II (미국/BROOKHAVEN)                   | - 생물학 - 의학화학 - 환경과학 - 물리학                      | 원형     | - Energy : 3 GeV - Circum. : 780 m - Emittance : 1.5 nm.rad - Current : 500 mA         |
| 8    | TPS (대만NSRRC)                             | - 물리학 - 화학 - 재료과학 - 반도체공학                      | 원형     | - Energy : 3-3.3 GeV - Circum. : 518 m - Emittance : 1.7 nm.rad - Current : 400 mA     |
| 9    | CLS (캐나다CLS)                             | - 화학 - 재료화학 - 생명과학                                 | 원형     | - Energy : 2.9 GeV - Circum. : 170.88 m - Emittance : 18.1 nm.rad - Current : 500 mA   |
| 10   | SOLEIL (프랑스CNRS)                         | - 재료과학 - 화학 - 천체물리학                               | 원형     | - Energy : 2.75 GeV - Circum. : 354.1 m - Emittance : 3.74 nm.rad - Current : 500 mA   |
| 11   | SLS (스위스 Paul Scherrer Institute)        | - 생물학 - 물질과학 - 화학                                   | 원형     | - Energy : 2.7 GeV - Circum. : 288 m - Emittance : 5 nm.rad - Current : 500 mA         |
| 12   | ELETTRA (이탈리아 Area Science Park)        | - 생물학 - 물리학 - 화학 - 재료과학                          | 원형     | - Energy : 2.4 GeV - Circum. : 259 m - Emittance : 7 nm.rad - Current : 300 mA         |
| 13   | Indus-2(인도 라자라마나 IT센터)             | - 재료과학 비결정재료 - 나노과학 - 물리학 - 화학             | 원형     | - Energy : 2.5 GeV - Circum. : 172.5 m - Emittance : 58 nm.rad - Current : 300 mA      |
| 14   | SESAME (요르단 SESAME)                      | - 임상 의학과학 - 재료특성연구                               | 원형     | - Energy : 2.5 GeV - Circum. : 133.12 m - Emittance : 26 nm.rad - Current : 400 mA     |
| 15   | ANKA (독일 KIT)                             | - 마이크로공학 - 생명과학                                    | 원형     | - Energy : 1.9 GeV - Circum. : 196.8 m - Emittance : 6.3 nm.rad - Current : 400 mA     |
| 16   | ALS (미국 LBNL)                             | - 물리학 - 화학 - 생물학 - 재료과학                          | 원형     | - Energy : 1.5-3.0 GeV - Circum. : 287.2 m - Emittance : 0.8 nm.rad - Current : 500 mA |
| 17   | BESSY-II (독일 BESSY)                       | - 마이크로공학 - IR 분광학 - 자기나노구조                    | 원형     | - Energy : 1.4 GeV - Circum. : 75.6 m - Emittance : 7.5 nm.rad - Current : 300 mA      |
| 18   | MAX IV (스웨덴 스웨덴국립연구소)            | - 물리학 - 재료과학 - 나노과학                               | 원형     | - Energy : 1.5 GeV - Circum. : 90 m - Emittance : 9 nm.rad - Current : 200 mA          |
| 19   | New SUBARU (일본 군마현립대학)              | - 재료분석                                                   | 원형     | - Energy : 1.5 GeV - Circum. : 118.7 m - Emittance : 38 nm.rad - Current : 500 mA      |
| 20   | SAGA-LS (일본 규슈싱크로트론방사광연구센터) | - 나노계측 - 분석                                            | 원형     | - Energy : 1.4 GeV - Circum. : 75.6 m - Emittance : 7.5 nm.rad - Current : 300 mA      |
| 21   | NSRRC (대만 NSRRC)                          | - 나노과학 - 분자과학 - 재료과학 - 생명과학                  | 원형     | - Energy : 1.5 GeV - Circum. : 120 m - Emittance : 25 nm.rad - Current : 240 mA        |
| 22   | MAX-II (스웨덴 MAX Lab)                     | - 핵물리학 - 나노과학 - 재료과학 - 물리화학                  | 원형     | - Energy : 1.5 GeV - Circum. : 90 m - Emittance : 9 nm.rad - Current : 200 mA          |
| 23   | LNLS (브라질 BSLL)                          | - 물리학 - 화학 - 재료공학 - 생명공학                        | 원형     | - Energy : 1.37 GeV - Circum. : 93.2 m - Emittance : 70 nm.rad - Current : 250 mA      |
| 24   | DAFNE-FES (이탈리아 INFNLNF)                | - 카온(K)중간자물리                                          | 원형     | - Energy : 0.4-1.1 GeV - Circum. : 28.26 m - Current : 30 mA                           |

| 순번 | 시설명(국가명/연구소명) | 연구분야                                        | 가속형태  | 핵심사양                                          |
| ---- | ----------------------- | ----------------------------------------------- | --------- | ------------------------------------------------- |
| 1    | Tevatron (미국 FNAL)    | - 입자물리 - 쿼크 중성미자                      | 원형      | - 980 GeV/p antiproton                            |
| 2    | CSNS (중국 CAS)         | - 중성자 과학 - 의료                            | 원형      | - 1.6 GeV/0.13 mA                                 |
| 3    | SNS (미국 ORNL)         | - 중성자과학                                    | 선형/원형 | - 1.0 GeV/1.4 mA - 38 mA                          |
| 4    | LAMPF (미국 LANL)       | - 하드론 구조 - 쿼크글루온 - 핵의 전자기적 구조 | 선형      | - 1 GeV/p                                         |
| 5    | J-PARC (일본 KEK, JAEA) | - 핵종변환 - 중성자과학 - 입자물리학            | 선형/원형 | - 0.4 GeV/10 mV - 3.0 GeV/0.3 mA - 50.0 GeV/20 μA |
| 6    | ISIS (영국 RAL)         | - 중성자과학                                    | 원형      | - 800 MeV/0.2 mA                                  |
| 7    | LANSCE (미국 LANL)      | - 핵종변환연구 - 중성자응용                     | 선형      | - 800 MeV/1 mA                                    |
| 8    | SINQ (스위스 PSI)       | - 중성자과학 - 표적개발                         | 원형      | - 590 MeV/1.8 mA                                  |

| 순번 | 시설명(국가명/연구소명)                        | 연구분야                                                 | 가속형태 | 핵심사양                                           |
| ---- | ---------------------------------------------- | -------------------------------------------------------- | -------- | -------------------------------------------------- |
| 1    | RHIC (미국 BNL)                                | - 쿼크 글루온 플라즈마 핵물리 연구 - 고에너지 물리연구   | 원형     | - 30-100 GeV/u - 직경1.2 km                        |
| 2    | LHC (EU CERN)                                  | - 핵물리 - 중성미자물리                                  | 원형     | - 7-14 TeV - 둘레: 27 km                           |
| 3    | SPS (EU CERN)                                  | - 핵물리 - 중성미자물리                                  | 원형     | - 300-450 GeV/P - 둘레: 2 km                       |
| 4    | DESY (독일 HANRC)                              | - ep 산란반응                                            | 원형     | - 30 GeV/e + 920GeV/P                              |
| 5    | Nuclotron (러시아 JINR)                        | - 핵구조 - 물성연구 - 방사선연구                         | 원형     | - 6 GeV/u - 다양한이온                             |
| 6    | SIS (독일 GSI)                                 | - 중이온물리                                             | 원형     | - 2 GeV/u                                          |
| 7    | Ring cyclotron (일본 RCNP)                     | - 중간에너지 - 핵반응 핵구조 - 핵과학                    | 원형     | - 800 MeV/p                                        |
| 8    | COSY (독일 FZJ)                                | - 바리온 생성반응                                        | 원형     | - 0.3-3.65 GeV/p,d                                 |
| 9    | ISAC (캐나다 TRIUMF)                           | - 핵천체물리 - 핵구조 핵반응 - 신물질개발 - 원자물리학   | 선형     | - 500 MeV 양성자 - 저에너지1.5 meV/u까지           |
| 10   | PSI (스위스 PSI)                               | - 중성자 생성                                            | 원형     | - 590 MeV Ring cyclotron 등 여러가속기 - 590 MeV/p |
| 11   | RIBF (일본 RIKEN)                              | - 핵천체물리 - 극한상태 핵구조 - 신종핵합성 - 바이오연구 | 원형     | - 350 MeV/u, U, (440 MeV/n q/A=1/2 ions)           |
| 12   | HIMAC (일본 NIRS)                              | - 핵물리 - 생명과학 - 핵의학                             | 원형     | - 100-800 MeV/u - q/A=1/2 ions                     |
| 13   | NSCL (미국 MSU)                                | - RI 빔이용 핵천체물리 - 핵구조및반응                    | 원형     | - 10-200 MeV/u                                     |
| 14   | JYFL (핀란드 Jyvaskyla)                        | - 핵구조 - 재료물리학                                    | 원형     | - 130 q/A MeV HI cyclotron - 70 MeV/p              |
| 15   | SPIRAL (프랑스 GANIL)                          | - RI 빔 이용핵물리 - 핵구조 및 핵반응                    | 원형     | - 96 MeV/u C - 24 MeV/u U                          |
| 16   | VIVITRON (프랑스 IRES)                         | - 핵구조                                                 | 원형     | - 35 MeV/p - 2 MeV/u - 길이: 50m, 직경8.5m         |
| 17   | Pelletron/linac (호주 Australian National U.)  | - 저에너지 핵반응 및 핵구조                              | 선형     | - 16 MeV/t voltage - 32 MeV/p                      |
| 18   | REX-ISOLDE (EU CERN)                           | - RI 빔이용 핵천체물리 - 물성연구 - BT 응용연구          | 선형     | - 0.8 - 2.2 MeV/u                                  |
| 19   | CRC (벨기에 CRC)                               | - RI 빔이용핵물리                                        | 원형     | - 0.56 - 10 MeV/u                                  |
| 20   | Pelletron Accelerator Facility (인도 BARCTIFR) | - 저에너지 핵반응 및 핵구조 - 원자력                     | 선형     | - 5 - 12 MeV/u                                     |

## 같이 보기
- 가속물리학
- 국제 선형 충돌기
- 선형입자가속기
- 입자 물리학의 입자 가속기 목록
- 핵변환
- 초전도 초충돌기